# Saint-Salvy
Saint-Salvy is een gemeente in het Franse departement Lot-et-Garonne (regio Nouvelle-Aquitaine) en telt 189 inwoners (2005). De plaats maakt deel uit van het arrondissement Agen.

## Geografie
De oppervlakte van Saint-Salvy bedraagt 9,2 km², de bevolkingsdichtheid is 20,5 inwoners per km².
De onderstaande kaart toont de ligging van Saint-Salvy met de belangrijkste infrastructuur en aangrenzende gemeenten.

## Demografie
Onderstaande figuur toont het verloop van het inwonertal (bron: INSEE-tellingen).